# Helmstedter Sportverein 1913
Der Helmstedter Sportverein 1913 (Helmstedter SV oder HSV) ist ein Sportverein in der niedersächsischer Kreisstadt Helmstedt. Er ist der größte Sportverein der Stadt und im Landkreis Helmstedt. Es sind dort 20 Abteilungen organisiert. Die Heimspielstätte ist das Bötschenberg-Stadion und liegt an der Bundesautobahn 2.

## Geschichte
Am 16. Juni 1913 wurde der FC Hohenzollern gegründet und am 24. August 1921 durch eine Fusion mit der Sport und Spielabteilung des Turnclubs Helmstedt zum VfL Helmstedt. 1925 stieg der Verein in die Fußball-Oberliga auf und hielt sich dort drei Jahre lang. Am 13. Dezember 1945 wurde der Verein zum Helmstedter Sportverein umfirmiert. Von 1949 bis 1952 spielte der Verein in der damals höchsten Amateurspielklasse, der neu gegründeten Amateur-Oberliga.

## Fußball
Die Fußballer der 1. Herrenmannschaft haben am 6. Juni 2010 mit einem 5:1-Sieg gegen Neudorf-Platendorf die Meisterschaft der Bezirksliga Braunschweig 1 gewonnen. Somit spielte die Mannschaft in der Saison 2010/11 in der Landesliga Braunschweig, aus der man jedoch als Tabellenletzter postwendend wieder absteigen musste. Zwei Abstiege in Folge brachten die Helmstedter 2015 in die 1. Kreisklasse, ehe zwei Jahre später der Aufstieg in die Kreisliga gelang. Im Jahre 2024 stiegen die Helmstedter in die Bezirksliga auf, mussten aber direkt wieder absteigen.

## Auszeichnungen
- 2013: Sportlerehrung des Kreissportbundes Helmstedt in der Kategorie Integration/Inklusion